# Champions of Regnum
Champions of Regnum (anteriormente conocido como Regnum Online) es un videojuego de rol multijugador masivo en línea 3D de fantasía medieval, realizado en Argentina por NGD Studios de forma gratuita para cualquier persona, con la opción de pagar por contenido premium. 
Está disponible en idiomas español, portugués, alemán, inglés y francés. El juego posee 4 servidores: Ra (servidor internacional), Haven (servidor internacional, mayoritariamente de habla inglesa), Valhalla (Alemania) y Amun (experimental).
La palabra regnum proviene del latín y significa 'reino'.
El principal objetivo del videojuego es conseguir seis gemas, repartidas de forma equivalente entre los tres reinos que forman el juego (Syrtis, Alsius e Ignis), conquistando las defensas de el/los reinos enemigos y, posteriormente, entrar en territorio enemigo a "robar" las gemas, así como defender tu propio reino y evitar que te roben las mencionadas gemas.
Al comenzar el juego, cada usuario tiene la posibilidad de escoger uno de los tres reinos del juego: Alsius, Ignis o Syrtis. Las regiones están en constante conflicto entre sí, por lo que los propios usuarios formarán parte de las filas de uno u otro reino. 
Una vez escogido el reino, el jugador podrá crear su personaje (hasta tres por cuenta, con posibilidad de expansión a través de contenido premium, hasta un total de seis) y personalizarlo a través de la elección de raza, género, estatura, color de pelo, etc.
Luego de esto se inicia propiamente el juego. A lo largo del mismo el jugador deberá realizar misiones e interactuar con otros jugadores para desarrollarse a sí mismo y poder disfrutar al máximo de la característica principal que provee Champions of Regnum, que es el combate grupal.
El sistema de evolución de los personajes está ajustado de forma tal se requiere avanzar hasta un nivel medio/alto, para poder participar en las batallas (aproximadamente nivel 45, se alcanza con relativa facilidad). A partir de este nivel la curva de experiencia necesaria va aumentando considerablemente, lo que fuerza a jugar una cantidad considerable de tiempo antes de poder llegar a su nivel máximo, nivel 60. El juego posee gran cantidad de aventuras, de diversa índole. Puede que en una se pida matar una cantidad de monstruos concretos, en otra matar a un personaje de otro reino, entregar un paquete a un NPC u otras en las que se va hablando sobre la historia del mundo que rodea a este juego.
Para celebrar los 2 años del juego ya en línea (al haber terminado la versión beta), NGD Studios mejoró drásticamente la calidad gráfica del juego añadiendo optimizaciones y varias mejoras al motor gráfico del juego: sombras dinámicas, mejor iluminación y modelado, personajes de alta definición, efectos de post proceso mejorados, grandes mejoras a la performance e incremento en la distancia de dibujado de la escena.

## Reinos
Existen tres reinos por los cuales el jugador puede decantarse a pertenecer. Cada reino está poblado por cuatro razas, lo que da un total de diez (a pesar de que tres de ellas son humanos de índole genérica y los lamai). En cada reino hay una clase que predomina ante las otras.

### Alsius
Al norte del mundo se emplaza una región fría y dura para vivir, caracterizada por su paisaje nevado y montañoso, el Imperio de Alsius. La región se caracteriza especialmente por sus poderosos guerreros.
Los enanos llegaron desde el norte sin buscar conflicto más que con la naturaleza, un suelo duro que excavar es todo lo que querían. Pero un confuso evento durante la guerra entre los elfos puso fin a la vida de su líder Gash G'urrent, sepultarlo no solo produjo el rencor de sus seguidores y sus más antiguos aliados (los uthgar), sino también la ambición por un exótico cristal que descubrirían (desconocido aún para la ricas tradición minera de enanos y para la tradición hechicera de uthgars).

### Ignis
Emplazada al este se encuentra una zona árida, montañosa y desértica. Activos volcanes e incansables montes le dan una visión especial a este mar de dunas, llamado los Dominios de Ignis.
Esta región se caracteriza especialmente por sus poderosos magos.
La guerra contra los elfos afectó seriamente a los ígneos, a los cuales se les sumaron elfos que veían poder en la magia oscura, jurando vengarse de los elfos que los destinaron a una vida dura en el desierto.

### Syrtis
Al sudoeste del globo persiste la más antigua civilización del continente. Aún hermosa a pesar de haber pasado sus años de esplendor, es una zona verde y llena de vida, de amplias praderas y bosques. Los arqueros de la República de Syrtis tienen gran renombre por ser los más mortíferos de todos.
Los elfos más antiguos vivían en paz en el "lago de los ancestros" hasta la llegada invasiva de los ígneos. Con la ayuda de los alturian, los habitantes del bosque y las praderas verdes defendieron su tierra hasta la victoria, obteniendo como botín los libros de magia oscura que los ígneos practicaban. Muchos quisieron esta magia de destrucción fuera de su territorio para siempre, aunque eso significara expulsar e impedir el regreso de algunos de sus propios hermanos hasta el día de hoy.

## Razas
Cada reino posee tres razas características, las cuales se listan a continuación. No hay restricción alguna en lo que se refiere a las clases del juego, la única variación que presentan entre sí (descontando el aspecto físico) es en los puntos de habilidades.
Los tres reinos tienen una raza en común (humanos) para darle una posibilidad genérica al juego.
En 2013, se agregó una nueva raza compartida por los 3 reinos, los lamais.
Alsius:
- Nordos (humanos)
- Uthgars
- Enanos
- Lamai

Ignis:
- Elfos oscuros
- Esquelios (humanos)
- Moloks
- Lamai

Syrtis:
- Elfos del bosque
- Alturians (humanos)
- Semielfos
- Lamai

## Clases
En Regnum Online existen tres clases y cada una posee dos subclases o profesiones. El jugador podrá escoger cualquiera de ellas para desenvolverse como mejor desee en el juego. Cada una de estas clases difiere ampliamente de las demás, lo que le da gran variedad al juego.
Al alcanzar el nivel 10, al usuario se le da la nueva posibilidad de escoger otra clase, producto de la división de aquella en que se encuentre.

### Mago
- Los poderes de los brujos consisten en la capacidad para anular al contrario: quitar maná, noquearlo, marearlo (en este estado no se pueden invocar poderes), disminuir sus defensas, disminuir su fuerza... Esta subclase es una de las mejores para subir nivel (si consideramos como dominio las subclases de daño a rango). A pesar de estos atributos favorables de ataque, el brujo resulta ser el más débil, ya que su defensa es muy baja en comparación de las demás clases (de todas formas, hay que tener en cuenta la mejora que se realizó a la habilidad "muro de viento" que proporciona al nivel 5, una reducción del daño recibido a rango del 25 % durante 30 segundos. También, en actualizaciones anteriores, se modificó la habilidad "barrera de energía" para balancear su desventaja, principalmente en PvP). Posee una gran cantidad de penalizaciones (sus verdaderas defensas) y habilidades de daño (constante principalmente), capaz de neutralizar a 3 enemigos a la vez. Se considera la subclase más difícil de utilizar.

- El conjurador es una clase muy versátil. Pensada originalmente como el soporte del grupo, puede sanar, potenciar el daño y la defensa de sus aliados, distribuirles mana para mantenerlos en combate o revivirlos de la muerte. Pero es capaz de configurarse ofensivamente mediante la invocación de criaturas de otros planos que acuden en su ayuda. Posee también excelentes protecciones y puede restituirse vida y mana a sí mismo. En la última actualización se manifiesta más que nunca su postura defensiva, dejando casi nulas las cualidades ofensivas.

### Guerrero
- El bárbaro (o BB) es la clase ofensiva de daño físico melee. Porta armas a dos manos (en desuso) o dos armas en una mano. Es capaz de infligir mucho daño en poco tiempo, desplazarse a gran velocidad y resistir poderes de control. Enfoca su fuerza y sus poderes en el ataque, dando golpes brutales y tirando poderes que afectan a varios enemigos. La desventaja es que necesita un gran gasto de maná y no soporta mucho tiempo sin apoyo.

- El caballero intenta ser el tanque del grupo. Porta un arma, un escudo y una pesada armadura. Posee un índice de vida ligeramente más alto (en comparación con la subclase de la misma rama guerrera). Con su escudo es capaz de bloquear ataques enemigos aleatoriamente y suele ser muy difícil de derrotar. Puede configurarse para realizar un daño bastante considerable (ya que posee ciertas habilidades que le proporcionan daño extra). Su principal función es proporcionar áreas de protección a sus aliados, ya sea 80 % de reducción de daño por corto tiempo (10 segundos) o un incremento medio de armadura por largo tiempo (1 minuto). A cambio de su alta capacidad defensiva, pierde gran poder en daño, desplazamiento y resistencia a poderes de control. Su principal atributo es la constitución, que le da más salud y formación física para mantenerse en pie en batallas.

### Arquero
- El tirador es un arquero especializado en el daño físico y mágico a rango largo. Puede lanzar flechas a una gran distancia con una variedad amplia de poderes interesantes que apuntan a mejorar su daño, con enorme precisión y mucha destreza. Se destacan por su velocidad y su capacidad de evadir ataques, no obstante su máxima falencia es la poca capacidad de maná que tiene y su escasa defensa que lo hacen dependiente de otros jugadores, y siendo arquero, también depende de los diferentes poderes que le permiten mantenerse a salvo de los ataques de sus oponentes, que aumentan su protección, lo ayudan a evitarlos y lo mantienen a rango.

- El cazador es un arquero que, como su nombre implica, se desenvuelve mejor en cacería. Puede domar criaturas y monstruos que serán sus aliados pero perderán la capacidad de lanzar habilidades propias y se verá reducida su defensa y vida, y a los cuales podrá revivir y proteger. Asimismo, puede tornarse invisible para aproximarse furtivamente a sus enemigos (a pérdida del control de su mascota, de no tener activa la habilidad pasiva que permite ocultar la misma) y extender esta invisibilidad a aliados. Además, puede acompañar su ataque con penalizaciones que comparte con el tirador y es capaz de rastrear enemigos. Destaca por su mayor cantidad de vida y defensa en comparación con el tirador.

## Regiones
La geografía de Regnum Online está compuesta por tres partes, independientemente del reino. Tanto Alsius, Ignis y Syrtis poseen estas tres subdivisiones, aunque obviamente no son simétricas.

### Zona de Iniciación (ZI)
Aquí es donde todos los recién llegados comienzan a jugar. Esta región no es accesible por medios corrientes, tales como caminando o a caballo. Únicamente se puede salir (o entrar) a través de un teletransportador especial. Considerando todo el mapa, los monstruos de dichas zonas son los de nivel más bajo y con dificultad menor, con un conjunto de aventuras destinadas a hacerle aprender al jugador cómo desempeñarse.

### Zona Media (ZM)
El reino interno es el sitio donde los usuarios de nivel medio pasan la mayor parte del tiempo. Compuesto por la gran mayoría de pueblos y ciudades, es la zona más extensa y libre de enemigos que pertenezcan a otros reinos. Está separada de la Zona de Guerra por una gran muralla, que solo se abrirá en casos de invasiones. A él se accede al finalizar las aventuras de la zona de iniciación, e implica un aumento en la dificultad, con criaturas hostiles que atacan sin previo aviso y de mayor dificultad repartidas por un paisaje más extenso y variable con relieve, fauna y vegetación propios de cada reino.

### Zona de Guerra (ZG)
Esta región es el anexo entre los tres reinos. Se encuentra dividida por los ríos en 3 zonas con puentes que unen las riberas. Zg de Syrtis, Zg de Alsius y Zg de Ignis, donde se disponen fuertes y castillos, además de algunos campamentos mercantes.
Esta es la zona donde se desarrollan los combates en el juego, donde las rivalidades entre los tres reinos se ponen de manifiesto mediante enormes combates grupales, cacerías furtivas o tomas de fuertes y castillos. En esta zona se encuentran los monstruos mágicos más poderosos de Regnum Online.

## Combates
Existen diversos tipos de combates en Regnum Online. Por lo general, en los juegos de estilo MMORPG es característico el PvP (player versus player, jugador contra jugador) y el PvE (player versus environment, jugador contra entorno). 
No obstante, en este juego quedan ambos relegados a un segundo plano para ser reemplazados por RvR (reino contra reino), el cual es un PvP grupal. De todas maneras, hay una gran presencia de PvP y PvE.

### Cacerías
Regnum Online ofrece un vasto territorio, disponible para explorar y recorrer. Al ser tan extenso ocasionalmente se producen cacerías compuestas por pequeños grupos de personas las cuales recorren terrenos enemigos en busca de rivales. También existen las "contracacerías", que se basan en "rastrear" dentro del territorio de la Zona de Guerra del reino a cazadores y demás para echarlos.
La subclase del cazador toma un gran protagonismo en estos casos por sus habilidades de rastreo y exploración, aunque no es imprescindible para ir a "cazar".

### Guerras
Dentro de la zona de guerra existe una modalidad llamada comúnmente guerra. Consiste en la toma y captura de fuertes y castillos para obtener puntos estratégicos en el mapa. Cada reino posee en su control dos fuertes y un castillo establecidos en su propia zona de guerra.
En las cercanías de cada fortificación, se emplazan un pilar de resurrección. Estos pilares son solo utilizables por los jugadores del reino al cual dicha Zona de Guerra corresponde; cuando un jugador sea eliminado, revivirá en dicho pilar, si ha salvado con anterioridad.
Por esto, el tomar un fuerte o castillo es toda una odisea, ya que demanda un grupo ingente de personas con el cual mantener la posición, a base de coordinación y estrategias, contra un constante grupo de enemigos que llegará desde el pilar de resurrección.
Son en estos combates donde se ponen de manifiesto las habilidades y poderes grupales, la complementación entre las clases aliadas con el fin de repeler de sus tierras al enemigo, o invadir al reino rival.

### Maestros de Guerra
En julio de 2011 se lanzó la segunda gran actualización del juego llamada "Warmasters" o "Maestros de Guerra" en donde el nivel máximo (50) se sube hasta 60 y en el periodo entre estos niveles en las capitales de cada reino un nuevo PNJ con un icono de aventura color azul te da aventuras en las que debes eliminar 10 jugadores de los dos reinos enemigos y de recompensa te otorga puntos Warmaster con los que con una debida cantidad puedes comprar el equipo de armadura de los Maestros de Guerra así también como armas y un caballo de llamas especial. También están las aventuras al igual que las anteriores pero esta vez de eliminar 20 jugadores de los dos reinos enemigos, pero esta a diferencia de la anterior, vale para fuera de fortificaciones y dentro pero con una recompensa menor de puntos Warmaster al completar la aventura. La ventaja de los Maestros de Guerra en una batalla son los poderes exclusivos Warmaster: teletransportación a alguna parte del reino o Zona de Guerra, estandartes ofensivos y defensivos y cuernos de velocidad. Ha habido un nuevo poder de Warmaster que consiste en dar un 15 % más del atributo principal de cada clase. Por ejemplo: a un mago le daría un 15 % más de inteligencia, a un arquero le daría un 15 % más de destreza y a un guerrero le daría un 15 % más de fuerza.

## Fuertes y castillos
Los fuertes y castillos son fortificaciones que hay en la zona de conflicto. En cada reino se encuentran dos fuertes y un castillo que deben protegerse del enemigo o conquistar y mantener (si son cercanos al reino enemigo). Los fuertes tienen una puerta que permite el acceso a personajes del reino que lo posee y debe ser destruida para conquistarlo, dos soldados guerreros que la defienden en el exterior (bárbaros), dos arqueros sobre la puerta y de dos a tres soldados guerreros (caballeros) protegiendo la bandera. Los fuertes incluyen una torre, que caso guarda en su primer nivel un cofre a través del cual se pueden hacer depósitos de oro para mejorar el fuerte en forma mancomunada con otros jugadores. En el caso de los castillos, el cofre se encuentra dentro del fuerte, pero fuera de la torre. Además, tienen tarimas con una o dos rampas que les permiten a los arqueros atacar desde dentro sin necesidad de salir del fuerte.

### Mejoras en los fuertes
A través de donaciones de los personajes (en oro del juego), los fuertes y castillos pueden ser más fuertes y más difíciles de capturar por los enemigos. Dichas donaciones se realizan a través del cofre dentro del fuerte. Los niveles son acumulativos, significando que para llegar a los niveles más altos se deben obtener los previos primero.
Los fuertes tienen cuatro niveles de mejora:
- Primer nivel: Nivel por defecto, en el cual los fuertes y castillos empiezan con puertas y guardias estándar.
- Segundo nivel: Los guardias del fuerte o castillo tendrán una bonificación de daño y salud y también lanzaran hechizos a los enemigos.
- Tercer nivel: La puerta será de hierro, más resistente y difícil de destruir.
- Cuarto nivel: Habrá un PNJ (personaje no jugable) jefe llamado 'Capitán de la Guardia' (apodado "Gordo"), que los jugadores tienen que eliminar para poder capturar el fuerte o castillo, y el cual tendrá mayores capacidades para resistir el daño y habilidades notoriamente poderosas.
Captura del fuerte o castillo:
Una vez que se captura por el procedimiento de cambiar la bandera, tras un conteo se regala automáticamente una suma de oro a los personajes que lo capturaron si el castillo o fuerte capturado tenía mejoras a través de donaciones.

## Invasiones
Las invasiones agregan nuevos y excitantes elementos y mejoras a la dinámica de juego de Regnum Online, el cual se compone de batallas interminables en el centro del mundo entre los tres reinos disputantes.
Los pueblos dejarán de sentirse a salvo tras las murallas y cada jugador está invitado a participar en la batalla en curso, ya sea en el frente o puertas adentro del reino. Cualquier jugador puede ayudar atacando directamente al enemigo o asistiendo en la defensa de las gemas sagradas.

### Mecánica de las invasiones
(Actualizado el 18/12/2016)
Para lograr invadir un reino, primero debemos capturar dos fortificaciones del reino que queramos invadir (mínimo, hasta 3 posibles). Después, se deben esperar 15 minutos hasta que las jaulas con las reliquias se abran. Una vez abiertas, se deben llevar a la muralla del reino enemigo y se colocan en una especie de "altares". Dependiendo de cuantas reliquias se pongan, la invasión del reino durará más o menos.
- 1 reliquia: 10 minutos
- 2 reliquias: 20 minutos
- 3 reliquias: 30 minutos

Cuando son más de dos reliquias, el dragón de nuestro reino, viene hacia la muralla enemiga, a ayudar con la invasión.
Una vez logramos romper la puerta de la muralla, podremos pasar a capturar la misma y así resetear" el tiempo que nos queda. Por ejemplo: si nos queda 1 minuto de los 20 iniciales, al capturar la muralla se restablece el tiempo y volvemos a tener 20 minutos.

## Captura la gema
Una vez dentro del reino enemigo, un jugador puede sustraer cualquiera de las gemas. Estas gemas están localizadas en dos pedestales o en el Gran Portal, el cual porta las gemas sustraídas a los enemigos. El jugador que lleve la gema recibirá un gran poder, pero no podrá usar hechizos ni objetos.
El objetivo es llevar la gema a nuestro reino y ponerla en el Gran Portal. Este portal está en cada reino y tiene seis lugares, uno para cada gema. Cada reino tiene inicialmente dos gemas.
Si el portador de la gema es eliminado, la gema cae y se queda en el lugar hasta que un defensor la lleve a su ubicación original u otro enemigo continúe el viaje. Si la gema se queda en el suelo por cierto tiempo, vuelve automáticamente a su pedestal.

### El portal
Una vez que cualquier reino obtenga las seis gemas, el Gran Portal se abrirá, permitiendo el acceso a un lugar nuevo y místico donde hay recompensas secretas que representan la voluntad popular del reino.
Una vez dentro, aparecerá el dragón, que mediante una lista nos concederá el deseo que la mayoría decida.
El reino que ha llegado allí más veces ha sido Alsius.
Registros:
Alsius 1420 aperturas.
Ignis 130 aperturas.
Syrtis 95 aperturas.

## Criaturas y monstruos
Además de los combates entre jugadores de reinos enemigos, existe una gran variedad de monstruos en todo el juego. La fauna de Regnum Online varía según el reino, y en la zona de guerra (zona común de los tres reinos) conviven muchas clases diferentes, caracterizando las diferentes zonas territoriales de Ignis, Syrtis y Alsius.
Se pueden encontrar desde gólems del desierto hasta yetis, desde grifos hasta dientes de sable, cada uno con sus características específicas y su comportamiento particular.
Cada zona de guerra tiene un monstruo propio:
- En Alsius es más posible encontrar trolls, que son la variante de los bosques de los thrall, ya que los thrall solo se encuentran en las nieves eternas dentro del reino de Alsius.
- En la zona de guerra de Ignis es más posible encontrar tol-tar, que son la variante del desierto de los trolls. Los tol-tar se distinguen de los trolls y los thralls por su característico color rojo.
- En la zona de guerra de Syrtis hay más cíclopes, que se distinguen por su color beige y su único ojo,

Asimismo, en la Zona de Guerra de cada reino también encontrarás campamentos de orcos y monstruos menores como los goblins, con sus diferentes variantes para cada reino: 
- Goblor Guardia para Alsius (Goblor Guardia, Guardia Aprendiz, Guardia Maestro y Guardia Élite)
- En Syrtis encontrarás a los goblins salvajes (únicamente en el pantano entre Syrtis e Ignis) y los goblin hechiceros.

Además de ello, cada reino cuenta con sus Campeones, de una dificultad elevada que varía según el campeón. Estos monstruos especiales solo pueden ser eliminados por grandes grupos de usuarios (el nivel de ellos depende del campeón a matar) y como premio otorgan un objeto especial. 
- En Alsius los campeones son: Thorburn y Levias en la Zona de Iniciación; Olumur y Gorlak en la Zona Media.
- En Syrtis, en su respectivo orden, son: Soras, Punzas, Avalon y Rizofag.
- En Ignis, en su respectivo orden, son: el lich Barukahn, Yelamid, Gohos y Jidenah.

También hay monstruos legendarios en cada reino que dan un objeto especial, experiencia y un amuleto.  
En Alsius los legendarios son:  
- Aysor, un yeti pardo gigante. Aparece en la zona llamada Coliseo de Hopstad. Da un amuleto y el anillo.
- Ades, un lich gran nigromante. Aparece en el Bosque del Viento Helado, cerca del Altar del Fuego. Da un báculo, un amuleto y un anillo.

En Ignis: 
- Krontaron, un tol-tar. Aparece en la Costa del Cactus. Da un amuleto, un anillo y un martillo especial.
- Graj, un ígneo antiguo. Aparece en Ruinas Ígneas. Da un anillo, un amuleto y un báculo.

En Syrtis: 
- Satarco, un cíclope salvaje. Aparece en la Costa de Rhy. Da un anillo, un amuleto y una espada.
- Sambro, un escarabajo mágico gigante. Aparece en el Bosque de Arvanna. Da un anillo, un amuleto y un báculo.

El monstruo más conocido de cada reino es el dragón, que es la primera clase de los monstruos épicos. Eliminarlo requiere un gran grupo de personas de alto nivel, con gran organización y coordinación. Los tres dragones otorgan objetos mágicos y épicos, armaduras épicas y mágicas, y amuletos y anillos. Salen cada 36 horas (un día y medio).
- En Alsius: Alasthor.
- En Ignis: Tenax, el dragón de magma.
- En Syrtis: Vesper, el dragón de electricidad.

La segunda clase de monstruos épicos corresponde a los que aparecen en cada reino en su respectiva Zona de Guerra en puntos específicos. Son aún más difíciles de derrotar que los dragones. También aparecen cada 36 horas.
- Thorkul, un gusano ciego. Aparece en el cráter de Alsius llamado Golpe de Thorkul.
- Daen Rha, un antiguo guerrero ígneo. Aparece en unas ruinas bajo un puente, en los alrededores de Fuerte Samal y Evendim.
- Un espectro guerrero extremadamente fuerte. Aparece en la pradera rocosa o en la pradera de las ruinas, en medio de un círculo de piedras en forma de torres destruidas.

### Coliseos
Los coliseos son arenas de espacio mediano en los que los jugadores pueden enfrentarse en duelo PvP y probar sus habilidades, o practicar para prepararse contra el enemigo. Cuenta con un combate automático, ya sea por mismo nivel de personajes o habilidades similares, y consiste en una pelea al mejor de dos. El usuario que consiga dos victorias será el vencedor.

## Sociedad

### Clanes
Para formar tu propio clan debes tener un grupo de 8 personas sobre el nivel 15 y abonar 2 000 000 de oro para crearlo.
Un clan es muy útil ya que se juntan guerreros para combatir en conjunto a enemigos, además de fomentar los lazos sociales en el mismo juego.

### Grupos
Un grupo (party en inglés) está compuesto por hasta ocho jugadores. Los beneficios de pertenecer a uno son muchos, entre ellos:
- que se reduce la letalidad y la dificultad de los enemigos;
- se reparte la experiencia (y el botín) obtenida entre los miembros que se encuentren en las cercanías;
- permite comunicarse a grandes distancias (de la misma manera que el clan);
- muestra el nivel, vida y maná de los jugadores del grupo.

### Comunicación
El juego tiene un chat general en el cual se involucran en conversación todos los personajes a la vista y cercanía del jugador. Además, están el chat de clan y el chat de grupo. En las primeras dos partes del territorio del mapa, un chat de reino (uno en cada reino) permite a los usuarios interactuar mientras realizan las aventuras, exploran el territorio y combaten contra los monstruos, dentro de la protección de las murallas del reino.

### Comunidad
La comunidad de jugadores se extiende fuera del juego a su foro oficial y a sitios web de fanes que les permiten ayudarse entre sí en su experiencia de juego, compartir y colaborar, y extender la relación entre jugadores a un plano social que hace del mismo algo mucho más especial que un juego de ordenador. El soporte que la empresa da es más ordenado que en muchos otros juegos. La empresa que se encarga del juego y lo desarrolla contrata personal para especializarse en la atención a la comunidad, o lo hace a través de empresas asociadas.

## Comercio

### Objetos y botín
Al eliminar criaturas, estas dejan puntos de experiencia y un botín que puede constar de monedas de oro, objetos regulares o objetos equipables y especiales. Los últimos mencionados, pueden ser armas, armaduras, túnicas, sombreros, cascos y pueden tener diferente calidad y bonus (que mejoran las características del personaje), dependiendo de la suerte. Su obtención sirve para comerciar con otras personas jugadoras, y mercaderes en ciudades y zonas de comercio. Los últimos, venden en diferentes puntos del mapa en forma estática (no ambulante) distintos tipos de objetos que uno puede adquirir con las reservas de la moneda que el juego emplea (oro), o la moneda premium que se compra a través de la página de Regnum Online (Ximerin, solamente para objetos premium).

## Desarrollo del personaje
El personaje precisa autoabastecerse para poder mejorar su equipamiento, así sea su armadura o sus armas, sobre todo cuando sube de nivel. Para obtener oro es necesario hacer aventuras (quests en inglés) en los primeros niveles por sobre todas las cosas, dado que las aventuras premian con oro, experiencia extra y algún que otro elemento para equipar. El juego también cuenta con un sistema de misiones por tablero, que se encuentra en todas las ciudades. Se pueden acceder a estas misiones a partir de nivel 15 y cuentan con cacerías de monstruos, recolección de materiales que dejan los monstruos y envío de cartas dentro de un mismo reino, siendo este último el método más sencillo para subir de nivel, ya que únicamente hay que desplazarse de una ciudad o pueblo a otra por una abundante cantidad de experiencia. Recordemos que las recompensas de las misiones son solo experiencia, por lo que se recomienda a segundos personajes o usuarios que cuenten con una buena cantidad de oro para poder cambiar de equipo constantemente.
También es posible obtener oro eliminando criaturas o juntando los objetos que estas dejan al caer para luego venderlos y obtener más dinero.
Los niveles transcurren desde el 1 al 60. A medida que el personaje sube de nivel, adquiere puntos de disciplina y puntos de poder que puede atribuir a sus habilidades y ramificaciones de poderes para adquirir mayores capacidades en el combate, de forma totalmente personalizada. Actualmente, el juego permite redistribuir libremente los poderes, aunque se espera un cambio respecto a aquello.
Sistema de muertes
Al morir por una criatura, o ahogarse, uno sufre una penalización denominada Necrostacia, expresada en porcentajes. Esta disminuye los Atributos del personaje según el porcentaje en que se encuentre (desde el 1 hasta el 10 %). 
Se la puede remover eliminando criaturas. Al morir, un personaje que salva posición en alguno de los pilares de eternidad en el mapa, vuelve a dicha posición con la Necrostacia agregada.

## Contenido premium
A pesar de ser un juego totalmente gratuito, Regnum Online ofrece la posibilidad de conseguir nuevo contenido a través del pago del mismo en dinero real. 
De todas maneras, NGD·Studios "asegura" que el contenido premium no afecta el balance entre los jugadores que abonan y los que no respecto del combate. Es algo cuestionable, ya que la acumulación de objetos legendarios y de magnanitas potencia de manera exponencial la cantidad de daño y defensa de los personajes que los usan.
El contenido premium, que para cuentas de servidores internacionales (creadas en la página oficial de Regnum Online) se abonan a través de PayPal (internacional) y PagoFácil (Argentina) y recientemente, se implantó la modalidad de pago por SMS, para Argentina, España, Brasil, México, Chile y próximamente para otros países. Consta de la compra de monturas (caballos y criaturas para movilizarse más rápidamente), objetos de personalización de personaje (cortes de pelo especiales, tinturas de cabello y ropa, tinturas exóticas para el cabello), multiplicadores de experiencia, pociones de salud y maná para incrementar reservas con mayor velocidad, pergaminos para transportarse entre puntos, pergamino para subir instantáneamente a nivel 45 (de un total de 60), martillos de reparación para mantener el equipamiento en condiciones óptimas, posibilidad de expandir el máximo de personajes de cuenta (3) a 6 en forma permanente; y está en constante expansión.

## Requisitos del sistema
Mínimo
- Intel Pentium 3 800 MHz o AMD Duron 900 MHz
- 256 Megabytes de RAM
- ATI Radeon 7500 o nVIDIA Geforce 2

Recomendado (*)
- AMD Athlon 64 X2 5600+ 2.9 GHz o Intel Core2Duo E6600 2.4 GHz
- 2 Gigabytes de RAM
- NVIDIA Geforce 8800 GT o ATI Radeon HD 9830

(*) Como se puede comprobar, es un juego que precisa de unos requisitos básicos, pudiendo prácticamente cualquier ordenador actual correr el juego en condiciones óptimas.
No obstante, para un caso particular, teniendo en cuenta el RvR, el shader 4.0 (calidad muy alta) y demás opciones, sería necesario un ordenador de mayores requisitos, para poder jugar sin bajadas de FPS (frames per second o fotogramas por segundo).